# 柴田秀勝

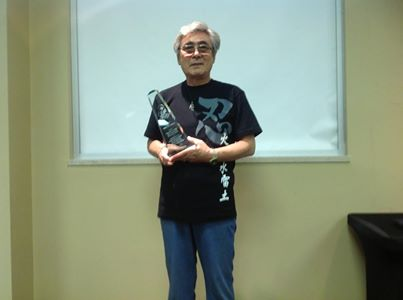
Hidekatsu Shibata

柴田秀勝（日语：／ Shibata Hidekatsu，1937年3月25日—），是出生於東京府東京市淺草區（現東京都台東区淺草）日本男性声优及戏剧演员。其妻關根明子也是声优。
聲線低沉，時常演出年紀大的反派人物。

## 演出作品
※粗體字表示說明飾演的主要角色。

### 電視動畫
- 《日常》——第22話預告旁白
- 《動畫紀錄片 決斷》
- 《妖精的尾巴》——“火龙” 伊古尼鲁、旁白
- 《魔神Z》——阿修罗男爵（男声）、兜剑造、越狱犯（第64话）、暗之帝王（第92话）
- 《金剛大魔神》——兜剑造、暗之帝王
- 《宇宙海贼哈洛克船长》——切田长官、旁白
- 《宇宙战舰大和号》系列——バンデベル、ガイデル
- 《The Ultraman》——权藤大助队长
- 《超能力魔美》——竜王寺监督
- 《銀河疾風》——デニス‧マッケンジー
- 《銀河旋風》——マカローネ‧スパゲチーノ署长、旁白
- 《銀河鐵道999》——機械伯爵
- 《怪怪怪的鬼太郎》（1971年版第2作）——オイン、赤舌、閻魔大王、百百爺、巴克貝亞德、刑部狸
- 《當時的矛盾》——東風的爺爺
- 《Keroro军曹》——ゲロロ舰长、ドババ
- 《光速电神》——新総统バイオス
- 《大空魔龙凯王》——大文字洋三、东之王迪斯蒙特将军
- 《超力電磁俠》——迪乌斯
- 《传说巨神伊迪安》——イデ
- 《地狱少女》——人面蜘蛛
- 《十二国记》——元魁
- 《少年德川家康》——水野信元
- 《钢之炼金术师》——金‧布拉德雷/布萊德
- 《北斗神拳》——虎龙
- 《龙珠》——柴巴王，黑暗
- 《七龙珠GT》——一星龙
- 《名侦探柯南》——鲛崎岛治、寺冈警部
- 《圣斗士星矢》——基鲁提、フォルケル
- 《濑户的花嫁》——ジェネラル番长
- 《装甲骑兵》——ワイズマン
- 《城市猎人91》——肯尼
- 《鲁邦三世》——ハヤテ、日本駄目ェ门（TV第2作第55~56话）、山本五十六（TV第2作第118话）
- 《ONE PIECE》——蒙奇‧D‧多拉格、大战士卡尔加拉
- 《鋼之鍊金術師 FULLMETAL_ALCHEMIST》——金‧布拉特利
- 《火影忍者》——三代目火影
- 《天体战士》——黑格尔将军、柴田先生
- 《超級機器人大戰OG -Divine Wars-》——水无濑大铁
- 《金刚狼》——矢志田信玄
- 《超級機械人大戰OG -The Inspector-》——水无濑大铁
- 《二舍六房的七人》——高田检察官

1977年
- 一休和尚

1979年
- 哆啦A夢(大山羨代版)

1984年
- 貓眼三姐妹（馬爾凱斯、伊達）

1989年
- 美味大挑戰（瓦特副會長）
- 黑色推銷員（賴母雄介）

1992年
- 小姬的絲帶（國王的聲音）

1993年
- 忍者乱太郎（山東新之丞〈第1代〉）

1995年
- 蠟筆小新（不知火、蠟筆小新電影版旁白）

1997年
- 烈火之炎（巡狂座）

2001年
- 通靈王（道珍）

2004年
- 混沌武士（平太郎）
- 次元艦隊（萬達克里夫特少將）

2005年
- 極樂天師（洪嚴）
- 魔豆傳奇（加魯）

2007年
- 豆芽小文（長谷川遙的父親）
- 驅魔少年（薩摩·韓·文）

2008年
- 墓場鬼太郎（金丸）

2009年
- 蒼天航路（袁術）

2010年
- 海螺小姐（田河水泡、千造）
- 吊帶襪天使（巨漢·布朗）

2011年
- 日常（旁白）
- 戰國鬼才傳（柴田勝家）

2012年
- 圣斗士星矢Ω（瑪爾斯）
- 魔奇少年（亞蒙）

2013年
- 戰姬絕唱SYMPHOGEAR G（斯波田賢仁）

2014年
- 宇宙浪子（法官）
- 魔神之骨（初始魔神）
- 人生諮詢電視動畫「人生」（九條玄蕃）

2015年
- 血界戰線（裸獸汁外衛賤嚴）
- 戰姬絕唱SYMPHOGEAR GX（斯波田賢仁）
- 暗闇三太（閻魔）
- 潮與虎（和羅）
- 彗星·路西法（加魯夫·索恩伯伊爾）

2016年
- 春太與千夏～春太與千夏共度青春～（貞吉）
- 昭和元祿落語心中（落語協會會長）
- 槍彈辯駁3 －The End of 希望峰學園－ 未來篇（天願和夫）
- 槍彈辯駁3 －The End of 希望峰學園－ 絕望篇（天願和夫）
- 小松先生（代理師父）

2017年
- 青春歌舞伎（遠見正藏）
- 動作女英雄啦啦水果（立花）
- 帶著智慧型手機闖蕩異世界。（赤龍）
- 奇諾之旅 -the Beautiful World- the Animated Series（レーゲル）
- 血界戰線 & BEYOND（裸獸汁外衛賤嚴）
- 如果有妹妹就好了。（旁白）

2018年
- 牙鬥獸娘（三門陽參）
- 銀河英雄傳說 Die Neue These 邂逅（羅倫·桑佛德）
- 極道超女（組長）
- BORUTO-火影新世代-NARUTO NEXT GENERATIONS-（猿飛蒜山）

2019年
- 怪怪怪的鬼太郎2018年版第6作（八岐大蛇鑽石）

2020年
- 社長，戰鬥的時間到了！（瑪麗卡的祖父）

2021年
- 通靈王2021年版（道珍）

2022年
- 怪人開發部的黑井津小姐（大元帥凱薩·羅阿）

### 网络动画
2021年
- 超级七龙珠群雄（破坏王超一星龙、超一星龙: XENO）

2023年
- 範馬刃牙（第2期）（範馬勇一郎[1]）

2024年
- 範馬刃牙 VS 拳願阿修羅（片原滅堂[2]）

### OVA
- 《强殖装甲凯普》——理查德‧基尤
- 《银河英雄传说》——格里加‧冯‧缪肯贝尔加
- 《魔神凱撒》——阿修罗男爵（男声）

### 剧场版
- 《饿狼伝说-THE MOTION PICTURE-》——杰斯‧霍华德
- 《机动战士高达Ⅲ~相逢在宇宙编》——德金‧索多‧扎比
- 《银河铁道999》——机械伯爵
- 《魔神Z对恶魔人》——阿修罗男爵（男声）
- 《魔神Z对地狱博士》——阿修罗男爵（男声）
- 《大魔神对盖塔机器人》——兜剑造
- 《大魔神对盖塔机器人G：空中大激突！》——兜剑造
- 《UFO机器人 古连泰沙对大魔神》——瓦连努斯亲卫队长
- 《咯咯咯的鬼太郎：日本爆裂！！》——バックベアード
- 《喀喀喀的鬼太郎 妖怪大戰爭》——バックベアード
- 《鋼之鍊金術師 香巴拉的征服者》——弗里茨·朗
- 《さよなら银河鉄道999 アンドロメダ终着駅》——机関车
- 《世纪末救世主伝说 北斗の拳》——ジード
- 《哆啦A梦之野比大雄的宇宙开拓史》——ギラーミン
- 《哆啦A梦之野比大雄在大魔境》——サベール
- 《哆啦A梦之野比大雄的平行西遊记》——牛魔王
- 《名偵探柯南：銀翼的奇術師》——伴亨
- 《名偵探柯南：業火的向日葵》——原口秀夫館長
- 《魯邦三世 魯邦VS複製人》——ゴードン
- 《天气之子》——神主

### 特摄
- 《太阳战队サンバルカン》——全能之神
- 《忍者战队隱連者》——妖怪大魔王、大魔王的分身ダラダラ
- 《激走战队车連者》——CC（チャムチャム）パッチョーネ
- 《星兽战队银河人》——ゼイハブ船长
- 《星兽战队银河人 VS MEGA连者》——ゼイハブ船长
- 《百兽战队牙吠連者》——ハイネスデュークオルグ‧ラセツ（男之声）
- 《爆龙战队暴連者》——トリノイド21号レインディアサンタ的声、及其人类形态（真人演出）
- 《特搜战队刑事連者》——ドギー‧クルーガー的师匠
- 《兽拳战队激气連者》——大地之拳魔 临兽熊拳的马库
- 《天装战队护星者》——超新星之伊奥船长

### 游戏
- 《决戦》——真田昌幸
- 《决戦Ⅲ》——武田信玄、今川义元
- 《超级机器人大战》系列——阿修罗男爵（男声）、东之王迪斯蒙特将军、コンピュータードール第8号、瓦连努斯亲卫队长、暗之帝王、大文字洋三、水无濑大铁、ゼオ‧ガットラー
- 《七龙珠》系列——一星龙
- 《假面騎士 正義的系譜》-邪眼

### 外片日語配音
- 《三国演义》（中国中央电视台制作版）——董卓（里坡饰演）

## 脚注
1. ↑  . Comic Natalie. 2023-08-03  [2023-08-03]. （原始内容存档于2023-08-04） （日语）.
2. ↑  . Comic Natalie. 2024-05-06  [2024-05-06]. （原始内容存档于2024-05-09） （日语）.